# Dalton James
Dalton James est un acteur américain né le 19 mars 1971 à Sacramento, Californie (États-Unis).

## Filmographie
- 1992 : California Man (Encino Man) : Will, Matt's Thug #2
- 1992 : Crossroads (série TV) : Dylan Hawkins
- 1992 : MacGyver (série TV) : Sean 'Sam' A. Malloy (Saison 7, Épisode 13: 'Envoyé spécial (The stringer)')
- 1993 : The Substitute (en) (TV) : Josh Wyatt
- 1994 : My Father, ce héros (My Father the Hero) : Ben
- 1995 : Beach House : Dan
- 1999 : Held Up (en) de Steve Rash : Sonny
- 2002 : Are You a Serial Killer : Will